# ناکانوجو، گونما
ناکانوجو، گونما (به لاتین: Nakanojō, Gunma) یک منطقهٔ مسکونی در ژاپن است که در Agatsuma District, Gunma واقع شده‌است. ناکانوجو ۴۳۹٫۲۸ کیلومترمربع مساحت و ۱۷٬۰۳۰ نفر جمعیت دارد.